# فريتز مولر (سياسي)
فريتز مولر (بالألمانية: Fritz Müller)‏ هو سياسي ألماني، ولد في 3 ديسمبر 1920 في ألمانيا، وتوفي في 15 أبريل 2001. حزبياً، نشط في الحزب النازي وحزب الوحدة الاشتراكية الألماني وحزب الاشتراكية الديموقراطية (ألمانيا).